# TV6 (Suède)
 (février 2025).
Si vous disposez d'ouvrages ou d'articles de référence ou si vous connaissez des sites web de qualité traitant du thème abordé ici, merci de compléter l'article en donnant les références utiles à sa vérifiabilité et en les liant à la section « Notes et références ».
Pour les articles homonymes, voir TV6.
TV6 est une chaîne de télévision suédoise de la TNT lancée le 9 mai 2006 et appartenant au groupe Modern Times Group. Elle remplace la chaîne ZTV dont elle diffuse une partie des programmes.

## Histoire
En 1994, TV6 voit le jour avec une programmation destinée à un public féminin. Néanmoins, la chaîne est remplacée en 1998 par deux nouvelles chaînes, TV6 Nature World et TV6 Action World, aujourd'hui renommées Viasat Nature et Viasat Action.
En février 2006, une licence est accordée au groupe MTG pour retransmettre une chaîne sur la télévision numérique. Il décide de recréer TV6 qui reprendrait cette fois-ci la plupart des programmes, excepté les clip vidéos, de la chaîne ZTV diffusée elle sur le privée. La chaîne nouvellement créée remplace la seconde citée dans la plupart des opérateurs, tandis que ZTV est relancée en ne programmant que de la musique. 

## Diffusion
Il s'agit de l'unique chaîne du groupe à être diffusée gratuitement sur la télévision numérique terrestre en Suède.
Après son lancement en Suède, le groupe lance des déclinaison de la chaîne en Hongrie et dans les pays baltes: TV6 Lettonie est inaugurée le 22 avril 2007, TV6 Hongrie le 28 janvier 2008, TV6 Estonie le 24 mars et en septembre de la même année, Tango TV est renommée TV6 Lituanie. Dans les pays scandinaves, les chaînes sœurs sont Viasat 4 en Norvège et TV3+ au Danemark, cette dernière reprenant une charte graphique identique à TV6.

## Programmation
Sa programmation comporte une part des émissions diffusées sur ZTV, chaîne qu'elle remplace, composées en grande partie de séries et émissions américaines telles que Family Guy, Les Simpson, Le Drew Carey Show et Seinfeld. La chaîne diffuse également d'autres programmes purement américains, dont le Late Show with David Letterman de CBS et le Saturday Night Live de NBC.
La chaîne diffuse également les compétitions de différentes disciplines sportives populaires, dont la Ligue des champions de l'UEFA en football, le Super Bowl, le championnat du monde de Formule 1 et le championnat du monde de hockey sur glace.